# Cabanya

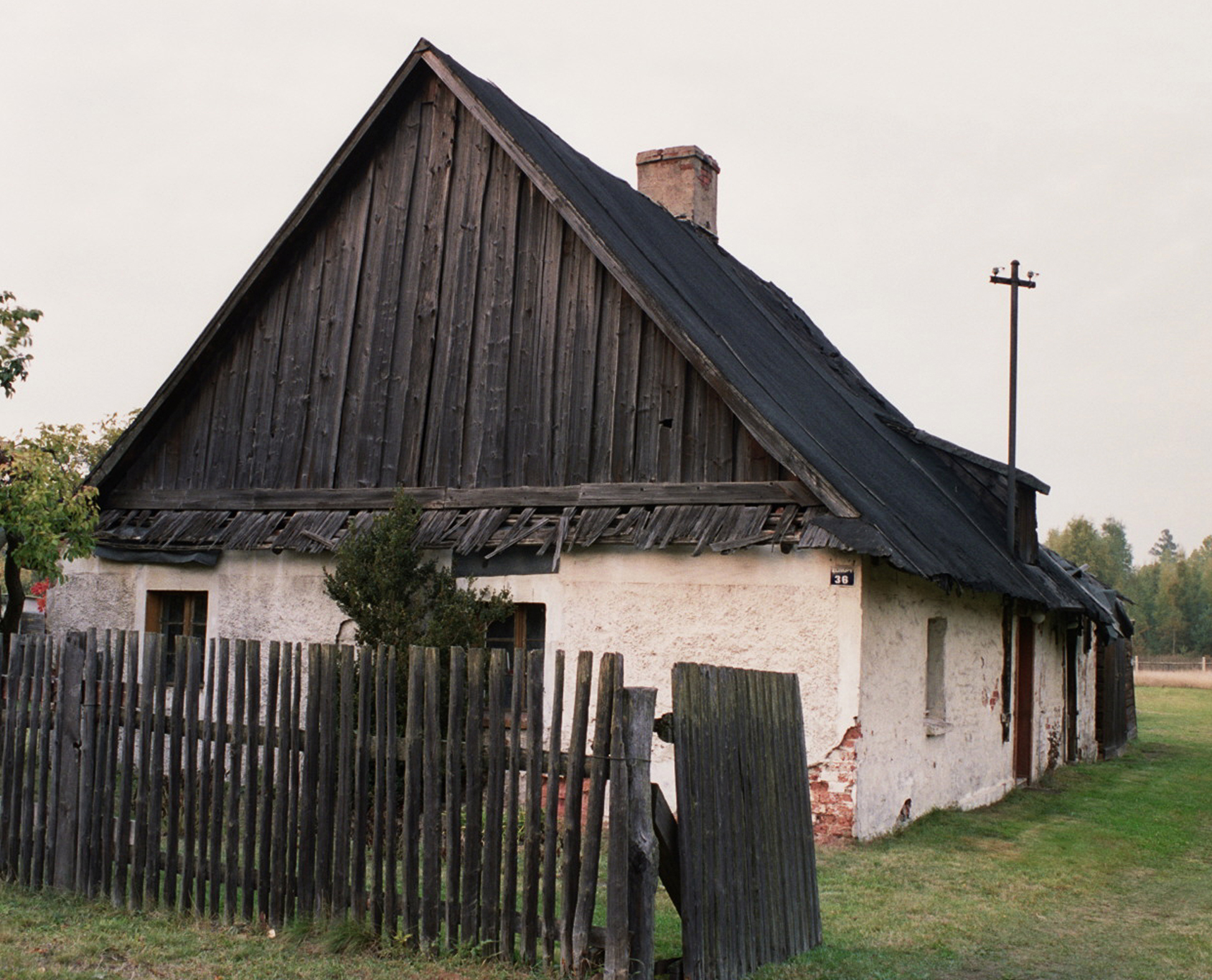
Una cabana.

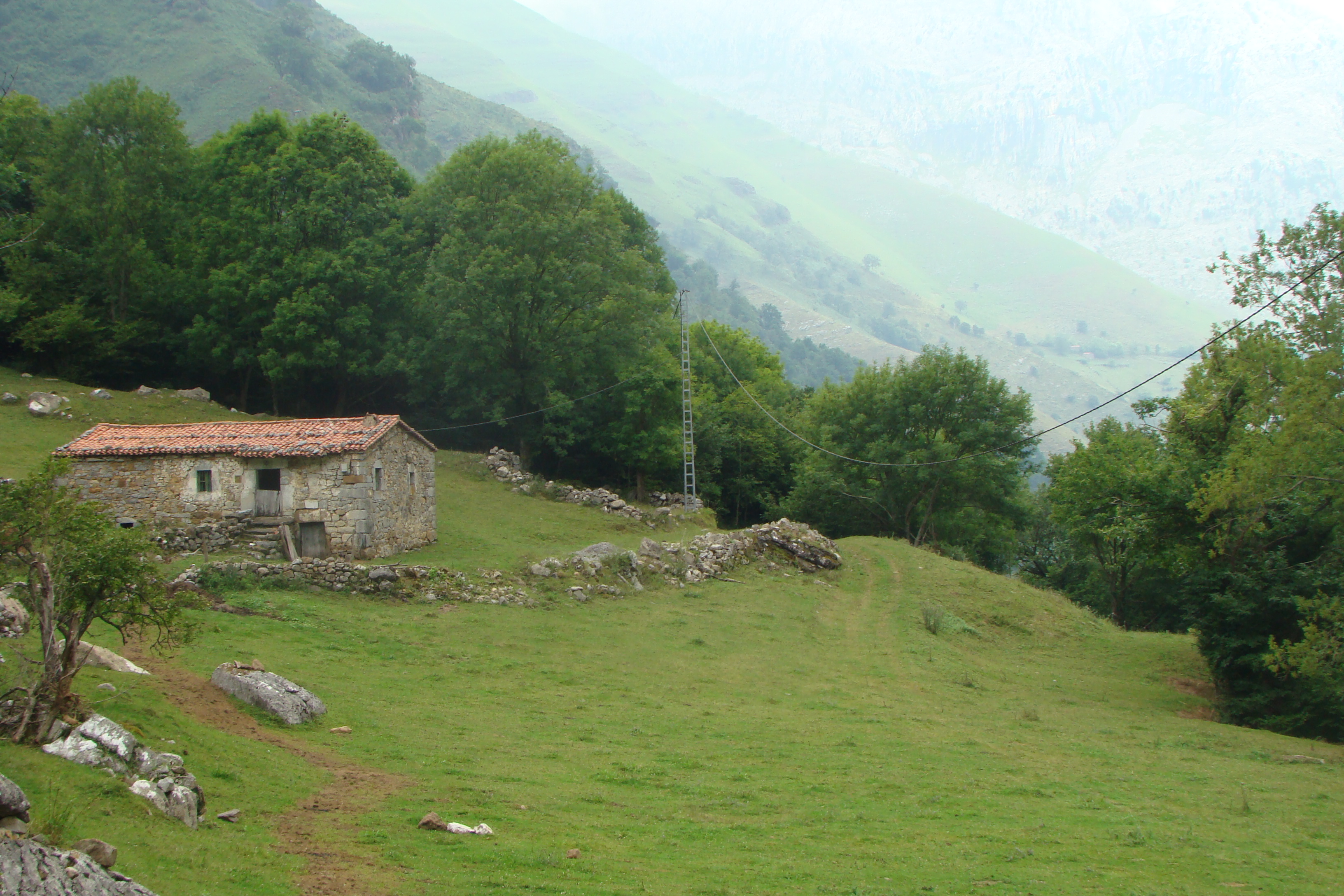
Cabana ramadera, amb patí, del nord d'Espanya, a la Vall de Soba.

Una cabanya o cabana, (del llatí, capāna) és en general, un habitatge construït per l'home, amb parets, planta i sostre. Serveix de refugi contra la pluja, el vent, la calor, el fred i persones o animals intrusos. Quan és habitada per humans, pot ser anomenada llar. Les cases sempre tenen una entrada (porta) i poden tenir diverses finestres. Al vinyet de Solsona, aquest mot designa una petita masia amb planta baixa, un sol pis i golfes.
En ús modern, una cabana és un habitatge, típicament en una àrea rural, o semi-rural fabricada amb materials humils (encara que hi ha habitatges d'estil de cabanya en les ciutats).
Els primers en construir cabanes foren els homo habilis.
Els neandertals construïren cabanyes fetes de pells sostingudes amb ossos i ullals de mamut a l'Europa de l'Est durant la glaciació Würm I.
Al poblat neolític de la Draga (Banyoles) s'han excavat restes de les cabanes d'un poblat de les primeres societats pageses que s'establiren a la Mediterrània occidental, a finals del 6è mil·lenni cal aC. Aquestes cabanes foren construïdes a partir d'una plataforma alçada, feta amb troncs de roure, sobre les que s'alçaren les parets i el sostre construïdes també amb troncs, estaques i taulons de roure, a més d'altres elements vegetals i argila.
Originalment en l'edat mitjana, les cabanes van albergar a treballadors agrícoles i les seves famílies. Així, les cabanyes eren unitats camperoles més petites. En un període primerenc, una referència documental a una cabanya significaria habitualment no un habitatge independent petita com avui sinó un habitatge i una granja completes (no obstant això, petites). Així en l'edat mitjana, la paraula «cabana» (llatí cotagium) sembla haver significat no només un habitatge, sinó almenys un habitatge (domus) i un graner (Grangier), així com, generalment, un terreny tancat de terra tancat per una porta (portum).
Alguns exemples d'això es poden trobar en els rotllos dels jutjats del segle xv. L'habitatge de tipus cabanya va encunyar el nom llatí: domum Dictio cotagii, mentre que el graner de la cabanya va ser anomenat Grangier Dictio cotagii.
Més endavant, el terme "cabanya" va poder també haver denotat petites granges que abastaven les dependències i les terres de conreu o boscos. Una cabanya, en aquest sentit, inclouria típicament tot just alguns acres de terra llaurada. En àmplies zones del nord d'Espanya, especialment en Cantàbria, es manté aquest ús per a aquelles construccions rurals (anomenades cabanes pasiegas), vinculades a la ramaderia, que eren habitades de forma estacional, durant el pas d'un terme e l'altre entre les zones baixes de les valls i els cims.
Molt més endavant (a partir del segle xviii), el desenvolupament de la indústria va conduir al desenvolupament de les cabanes de teixidor i de les cabanes de miner.
Segons el diccionari d'anglès Oxford, el terme cottage (cabana) s'utilitza a Amèrica del Nord per representar una residència d'estiu (sovint en una escala gran i sumptuosa) en un entorn aquàtic o un lloc per a la salut o del plaer amb un va usar primer reconegut que data el 1882, en referència al Bar Harbor a Maine.